# 白榴石
白榴石（英語：Leucite）是 似長石類的造岩礦物之一，含不飽和二氧化矽，及鉀和鋁的硅酸盐矿物（KAlSi2O6）。 具有立方二十面體(cubic icositetrahedra)結晶型，大衛布魯斯特爵士(Sir David Brewster)於 1821 年首次觀察到它們不是光學各向同性的，因此是偽立方體（pseudo-cubic）。 Gerhard vom Rath 在 1873 年用测角仪鑒定白榴石晶體為四方晶系。 事後經光學研究證明晶體的特性更加複雜，由幾個正交晶系或單斜晶系的個體組成，它們在光學上是雙軸的，並且重複成孪晶，從而產生孪晶薄片和表面條紋。 當升溫至約 500 °C 度時，晶體會變得光學各向同性並且孪晶和條紋消失，但當晶體再次冷卻時它們會重新出現。 白榴石的這種假立方體特徵與礦物方硼石(boracite)非常相似。
白榴石晶體呈白色或灰灰色，故在 1701年被A. G. Werner因其顔色而命名。 它們在新鮮時是透明和玻璃狀的，但由於折射率低而具有明顯的“亞玻璃”光澤，但白榴石很容易變成蠟狀/油膩狀，然後變得暗淡和不透明。它們很脆，斷裂時呈貝殼狀斷面。 莫氏硬度為5.5，比重為2.47。 其晶體内的包裹體常排列成同心圓分佈。 由於其晶體的顏色和形狀，白榴石早期被稱為“白色石榴石”。 早期法國作者曾使用 René Just Haüy 的名字 amphigène，但“白榴石”是國際礦物學協會認可的唯一官方名稱。